# Comarca del Sar
El Sar (en gallego y oficialmente, O Sar) es una comarca situada en el noroeste de España, provincia de La Coruña (Galicia). Limita, al norte y al este, con la comarca de Santiago; al sur, con la provincia de Pontevedra; y al oeste, con las comarcas del Barbanza y Noya.

## Municipios
Está formada por los siguientes municipios: Dodro, Padrón y Rois.